# UFC Fight Night: Edgar vs. Faber
UFC Fight Night: Edgar vs. Faber foi um evento de Artes Marciais Mistas promovido pelo Ultimate Fighting Championship, que ocorreu em 16 de maio de 2015 no Mall of Asia Arena em Manila, Filipinas.  Foi o primeiro evento realizado no país.

## Background
ra esperado para enfrentar Clint Hester no UFC Fight Night: Mendes vs. Lamas, no entanto, Hester quebrou o pé e teve que sair da luta. Barnatt então foi movido para enfrentar Mark Muñoz nesse evento.
Roger Zapata era esperado para enfrentar Li Jingliang em no evento. No entanto, em 18 de Abril, foi anunciado que Zapata havia se retirado da luta por motivos desconhecidos e foi substituído por Dhiego Lima.
Alex White era esperado para enfrentar Mark Eddiva no evento. Porém, em 26 de Abril, foi anunciado que havia sofrido uma lesão desconhecida e se retiraria da luta, ele foi substituído por Levan Makashvili.

## Bônus da Noite
- Luta da Noite:  Roldan Sangcha-An vs.  Jon Delos Reyes
- Performance da Noite:  Neil Magny e  Jon Tuck